# Caldas de São Jorge e Pigeiros
Caldas de São Jorge e Pigeiros est une paroisse civile portugaise (en portugais : freguesia) de la municipalité de Santa Maria da Feira dans le district d'Aveiro. Elle est créée en 2013, par fusion des paroisses de Caldas de São Jorge et Pigeiros.

## Géographie
Située au centre de la municipalité de Santa Maria da Feira, la paroisse est notamment traversée par la rivière Uíma (pt), affluent du Douro en rive gauche.
Caldas de São Jorge e Pigeiros est desservie par l'autoroute A32 (sortie no 3).

## Histoire
La paroisse est créée par la loi no 11-A/2013 du 28 janvier 2013 portant réorganisation administrative du territoire des freguesias, en fusionnant les paroisses de Caldas de São Jorge et Pigeiros. Son nom officiel est União das Freguesias de Caldas de São Jorge e Pigeiros et son siège est fixé à Caldas de São Jorge.

## Démographie
Lors du recensement de 2021, Caldas de São Jorge e Pigeiros compte 3 688 habitants.